# Acétyle
 (mars 2024).
Si vous disposez d'ouvrages ou d'articles de référence ou si vous connaissez des sites web de qualité traitant du thème abordé ici, merci de compléter l'article en donnant les références utiles à sa vérifiabilité et en les liant à la section « Notes et références ».
Le groupe acétyle est le groupe acyle de l'acide acétique. Sa formule chimique est CH3CO, parfois écrite Ac (à ne pas confondre avec l'élément chimique actinium). 

## Description
Une molécule contenant le groupe acétyle a la structure chimique suivante :
(où, R, désigne le radical de la molécule ne faisant pas partie du groupe acétyle).
Le radical acétyle contient un groupe méthyle lié par une liaison simple à un carbonyle.
Sa formule chimique est CH3CO.

## Utilisation
L'introduction d'un groupe acétyle dans un composé est appelée acétylation.
Le radical acétyle fait partie de nombreux composés organiques, parmi lesquels le coenzyme A, le neurotransmetteur acétylcholine, et les analgésiques tels que le paracétamol et l'acide acétylsalicylique (plus connu sous le nom d'aspirine).